# Fussy
Fussy est une commune française située dans le département du Cher, en région Centre-Val de Loire.

## Géographie

### Localisation
La commune est située à 7 km au nord de Bourges.
|          | Saint-Georges-sur-Moulon | Pigny                    |
| Vasselay | Fussy                    | Saint-Michel-de-Volangis |
|          | Bourges                  |                          |

### Climat
Pour des articles plus généraux, voir Climat du Centre-Val de Loire et Climat du Cher.
En 2010, le climat de la commune est de type climat océanique dégradé des plaines du Centre et du Nord, selon une étude du CNRS s'appuyant sur une série de données couvrant la période 1971-2000. En 2020, Météo-France publie une typologie des climats de la France métropolitaine dans laquelle la commune est exposée à un climat océanique altéré et est dans la région climatique  Centre et contreforts nord du Massif Central, caractérisée par un air sec en été et un bon ensoleillement. 
Pour la période 1971-2000, la température annuelle moyenne est de 11 °C, avec une amplitude thermique annuelle de 15,6 °C. Le cumul annuel moyen de précipitations est de 757 mm, avec 11,4 jours de précipitations en janvier et 7,3 jours en juillet. Pour la période 1991-2020, la température moyenne annuelle observée sur la station météorologique la plus proche, située sur la commune de Bourges à 7 km à vol d'oiseau, est de 12,1 °C et le cumul annuel moyen de précipitations est de 742,7 mm,. Pour l'avenir, les paramètres climatiques de la commune estimés pour 2050 selon différents scénarios d'émission de gaz à effet de serre sont consultables sur un site dédié publié par Météo-France en novembre 2022.

## Urbanisme

### Typologie
Au 1er janvier 2024, Fussy est catégorisée bourg rural, selon la nouvelle grille communale de densité à 7 niveaux définie par l'Insee en 2022.
Elle appartient à l'unité urbaine de Bourges, une agglomération intra-départementale dont elle est une commune de la banlieue,. Par ailleurs la commune fait partie de l'aire d'attraction de Bourges, dont elle est une commune de la couronne,. Cette aire, qui regroupe 111 communes, est catégorisée dans les aires de 50 000 à moins de 200 000 habitants,.

### Occupation des sols
L'occupation des sols de la commune, telle qu'elle ressort de la base de données européenne d’occupation biophysique des sols Corine Land Cover (CLC), est marquée par l'importance des territoires agricoles (73,6 % en 2018), en diminution par rapport à 1990 (77,3 %). La répartition détaillée en 2018 est la suivante :
terres arables (43,3 %), prairies (25,9 %), zones urbanisées (15,2 %), forêts (11,2 %), zones agricoles hétérogènes (4,1 %), cultures permanentes (0,2 %).
L'évolution de l’occupation des sols de la commune et de ses infrastructures peut être observée sur les différentes représentations cartographiques du territoire : la carte de Cassini (XVIIIe siècle), la carte d'état-major (1820-1866) et les cartes ou photos aériennes de l'IGN pour la période actuelle (1950 à aujourd'hui).

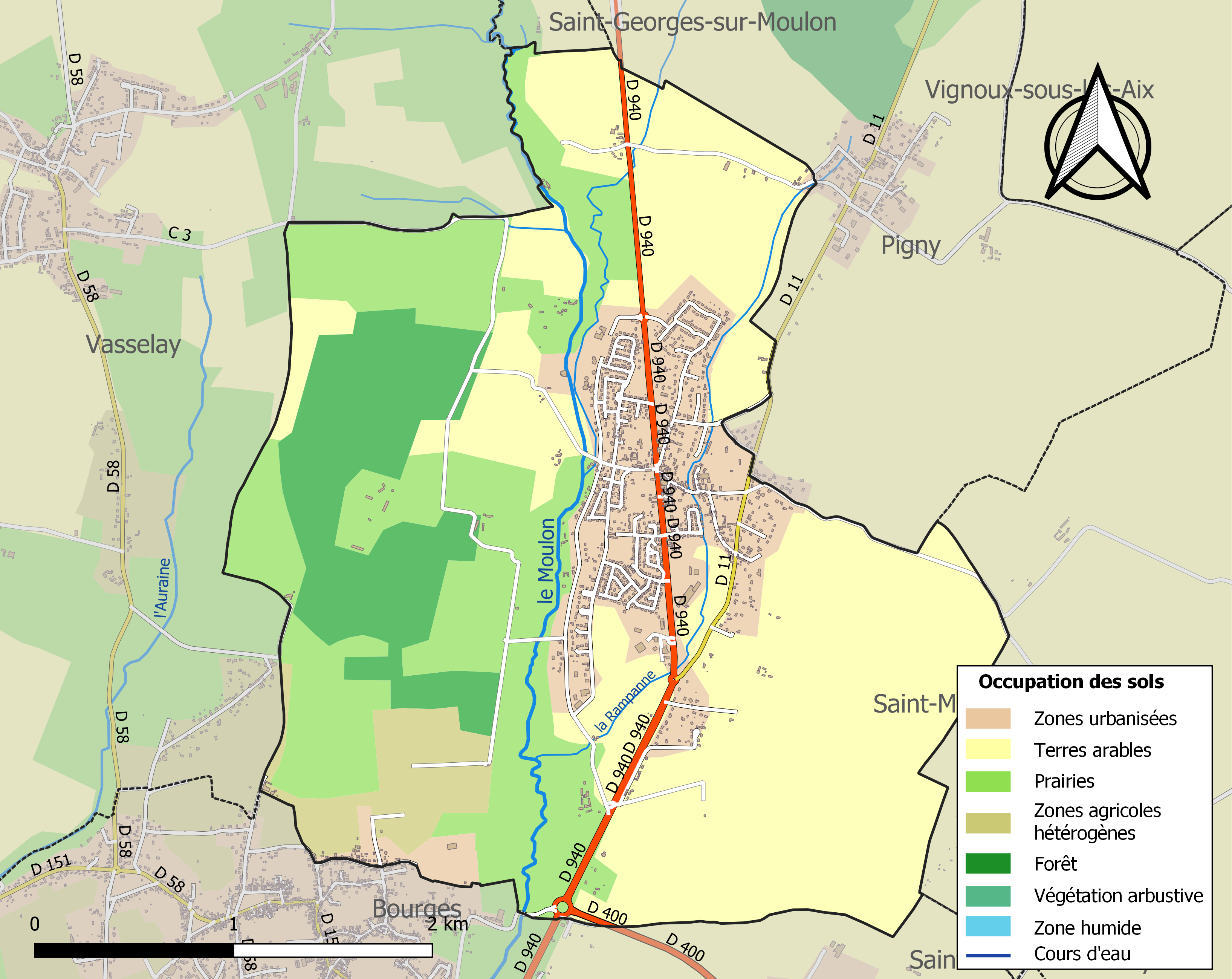
Carte des infrastructures et de l'occupation des sols de la commune en 2018 (CLC).

### Risques majeurs
Le territoire de la commune de Fussy est vulnérable à différents aléas naturels : météorologiques (tempête, orage, neige, grand froid, canicule ou sécheresse), mouvements de terrains et séisme (sismicité faible). Il est également exposé à un risque technologique, le transport de matières dangereuses. Un site publié par le BRGM permet d'évaluer simplement et rapidement les risques d'un bien localisé soit par son adresse soit par le numéro de sa parcelle.

#### Risques naturels

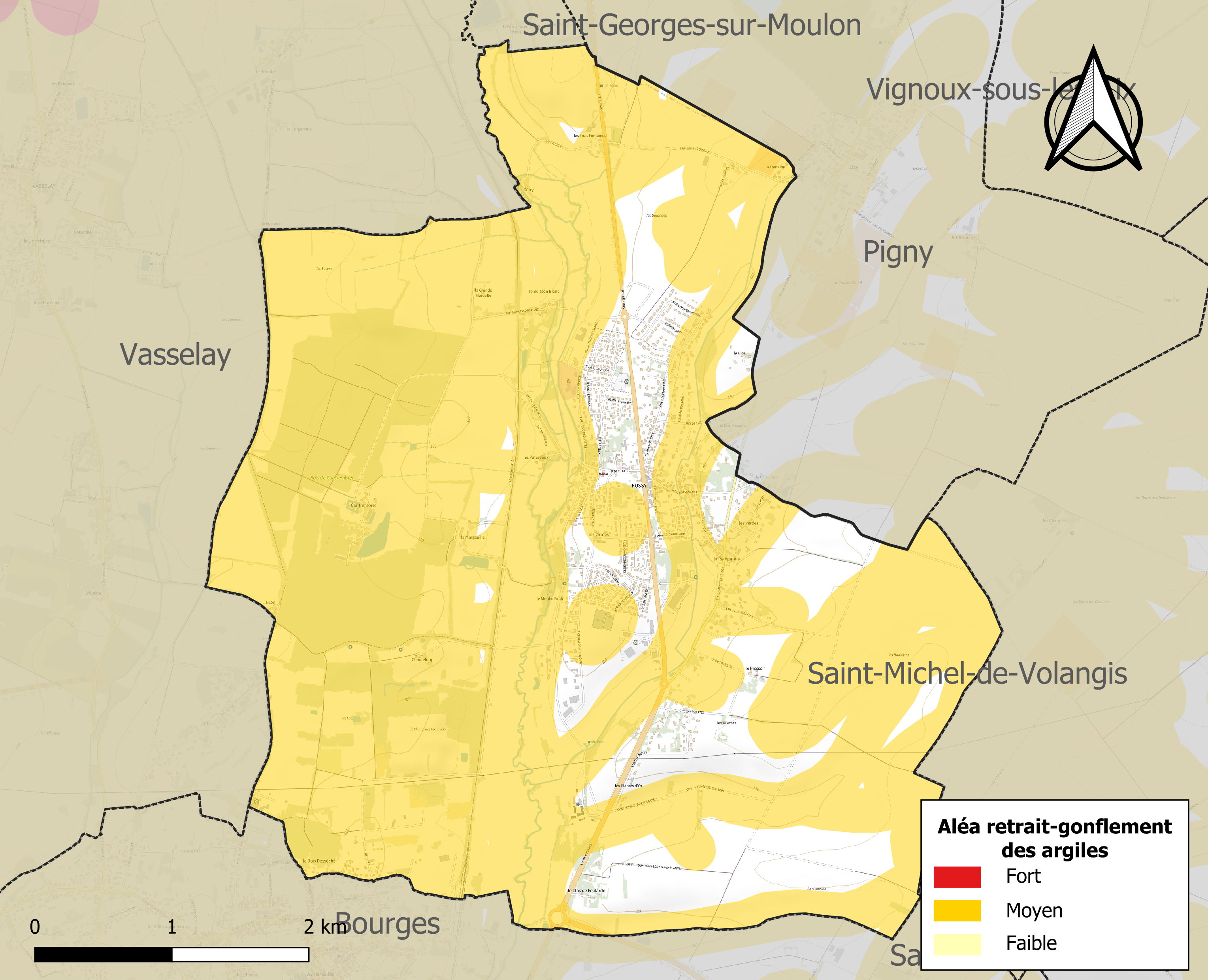
Carte des zones d'aléa retrait-gonflement des sols argileux de Fussy.

La commune est vulnérable au risque de mouvements de terrains constitué principalement du retrait-gonflement des sols argileux. Cet aléa est susceptible d'engendrer des dommages importants aux bâtiments en cas d’alternance de périodes de sécheresse et de pluie. 82,7 % de la superficie communale est en aléa moyen ou fort (90 % au niveau départemental et 48,5 % au niveau national). Sur les 919 bâtiments dénombrés sur la commune en 2019, 508 sont en aléa moyen ou fort, soit 55 %, à comparer aux 83 % au niveau départemental et 54 % au niveau national. Une cartographie de l'exposition du territoire national au retrait gonflement des sols argileux est disponible sur le site du BRGM,.
Concernant les mouvements de terrains, la commune a été reconnue en état de catastrophe naturelle au titre des dommages causés par la sécheresse en 2011 et 2018 et par des mouvements de terrain en 1999.

#### Risques technologiques
Le risque de transport de matières dangereuses sur la commune est lié à sa traversée par des infrastructures routières ou ferroviaires importantes ou la présence d'une canalisation de transport d'hydrocarbures. Un accident se produisant sur de telles infrastructures est en effet susceptible d’avoir des effets graves au bâti ou aux personnes jusqu’à 350 m, selon la nature du matériau transporté. Des dispositions d’urbanisme peuvent être préconisées en conséquence.

## Politique et administration

### Liste des maires
| Période                                  | Période         | Identité                    | Étiquette | Qualité                                                                           |
| ---------------------------------------- | --------------- | --------------------------- | --------- | --------------------------------------------------------------------------------- |
| avril 2021                               | en cours        | Denis Coquery               | DVG       | Postier retraité, suppléant du député LREM François Cormier-Bouligeon depuis 2022 |
| novembre 2020                            | mai 2021        | Marianne Poumerol (intérim) | DVG       |                                                                                   |
| mai 2020                                 | 30 octobre 2020 | Christian Paulin            | DVG       |                                                                                   |
| février 2011                             | mai 2020        | Guy Chabrillat              | DVG       | Retraité                                                                          |
| novembre 2010                            | février 2011    | Marianne Poumerol (intérim) |           |                                                                                   |
| mars 2008                                | novembre 2010   | François Plisson            | DVG       |                                                                                   |
| mars 2001                                | mars 2008       | Daniel Godin                | PS        |                                                                                   |
| 1983                                     | 2001            | Alain Rafesthain            | PS        | Professeur Conseiller général (2001-2015) Conseiller régional (1998-2004)         |
| 1945                                     | 1983            | Maxime Duruthin             | PSU       |                                                                                   |
| 1933                                     | 1945            | Urbain Charles              |           |                                                                                   |
| 1926                                     | 1933            | Charles Guiller de Chalvron |           |                                                                                   |
| 1925                                     | 1926            | Louis Labrat                |           |                                                                                   |
| 1912                                     | 1925            | Jean-Christophe Millet      |           |                                                                                   |
| 1904                                     | 1912            | Jacques Cottereau           |           |                                                                                   |
| 1896                                     | 1904            | Henri Deschamps             |           |                                                                                   |
| 1891                                     | 1896            | Louis Jacquet               |           |                                                                                   |
| 1884                                     | 1891            | Victor Berry                |           |                                                                                   |
| 1878                                     | 1884            | Adolphe Pintenat            |           |                                                                                   |
| 1871                                     | 1878            | Victor Berry                |           |                                                                                   |
| 1870                                     | 1871            | Joseph Billot               |           |                                                                                   |
| 1864                                     | 1870            | Henri Poubeau               |           |                                                                                   |
| 1860                                     | 1864            | Aignan Carreau              |           |                                                                                   |
| 1859                                     | 1860            | Jean-Baptiste Cottereau     |           |                                                                                   |
| 1857                                     | 1859            | Claude Bernat               |           |                                                                                   |
| 1852                                     | 1857            | Etienne Chambrout           |           |                                                                                   |
| 1850                                     | 1852            | Antoine Brossard            |           |                                                                                   |
| 1843                                     | 1850            | Aignan Carreau              |           |                                                                                   |
| 1831                                     | 1843            | François Moreau             |           |                                                                                   |
| Les données manquantes sont à compléter. |                 |                             |           |                                                                                   |

### Jumelages
Corminboeuf (Suisse) depuis mai 1991

## Population et société

### Démographie
L'évolution du nombre d'habitants est connue à travers les recensements de la population effectués dans la commune depuis 1793. Pour les communes de moins de 10 000 habitants, une enquête de recensement portant sur toute la population est réalisée tous les cinq ans, les populations de référence des années intermédiaires étant quant à elles estimées par interpolation ou extrapolation. Pour la commune, le premier recensement exhaustif entrant dans le cadre du nouveau dispositif a été réalisé en 2007.

En 2022, la commune comptait 1 914 habitants, en évolution de −3,38 % par rapport à 2016 (Cher : −2,48 %, France hors Mayotte : +2,11 %).
| 1793 | 1800 | 1806 | 1821 | 1831 | 1836 | 1841 | 1846 | 1851 |
| ---- | ---- | ---- | ---- | ---- | ---- | ---- | ---- | ---- |
| 536  | 389  | 455  | 412  | 409  | 460  | 442  | 490  | 511  |

| 1856 | 1861 | 1866 | 1872 | 1876 | 1881 | 1886 | 1891 | 1896 |
| ---- | ---- | ---- | ---- | ---- | ---- | ---- | ---- | ---- |
| 546  | 493  | 562  | 508  | 520  | 524  | 527  | 523  | 455  |

| 1901 | 1906 | 1911 | 1921 | 1926 | 1931 | 1936 | 1946 | 1954 |
| ---- | ---- | ---- | ---- | ---- | ---- | ---- | ---- | ---- |
| 408  | 424  | 388  | 408  | 389  | 386  | 404  | 446  | 451  |

| 1962 | 1968 | 1975  | 1982  | 1990  | 1999  | 2006  | 2007  | 2012  |
| ---- | ---- | ----- | ----- | ----- | ----- | ----- | ----- | ----- |
| 437  | 560  | 1 029 | 1 762 | 2 011 | 1 951 | 1 842 | 1 827 | 2 007 |

| 2017  | 2022  | - | - | - | - | - | - | - |
| ----- | ----- | - | - | - | - | - | - | - |
| 1 982 | 1 914 | - | - | - | - | - | - | - |

## Culture locale et patrimoine

### Lieux et monuments
- Le château des vicomtes de Fussy
- Le château de Contremoret
- Le château de Feularde
- Église Saint-Hilaire de Fussy

### Personnalités liées à la commune
- Henri Heinemann (1927-2020), écrivain, décédé à Fussy.
- Alain Rafesthain, né en 1942, maire de 1983 à 2001.
- François Jacques (1946-1992), historien de l'antiquité né sur la commune.
- François Alu (1993), danseur originaire de la commune.